# Filipe Abraão
Filipe Arcanjo Goma Abraão (Luanda, 31 dicembre 1979 – Luanda, 9 gennaio 2019) è stato un cestista angolano.

## Carriera
Con l'Angola ha disputato i Campionati africani del 2009.